# Neergaard-nektármadár
A Neergaard-nektármadár (Cinnyris neergaardi) a madarak osztályának verébalakúak (Passeriformes) rendjébe, ezen belül a nektármadárfélék (Nectariniidae) családjába tartozó faj.

## Rendszerezése
A fajt Claude Henry Baxter Grant írta le 1908-ban. Sorolták a Nectarinia nembe Nectarinia neergardi néven. Egyes szervezetek az Anthobaphes nembe sorolják Anthobaphes neergaardi néven.

## Előfordulása
A Dél-afrikai Köztársaság, Mozambik és Szváziföld területén honos. Természetes élőhelyei a  szubtrópusi és trópusi szavanna és cserjések, valamint vidéki kertek. Állandó, nem vonuló faj.

## Megjelenése
Testhossza 11 centiméter.

## Természetvédelmi helyzete
Az elterjedési területe nem nagy, egyedszáma 3300-6700 példány közötti és csökken. A Természetvédelmi Világszövetség Vörös listáján mérsékelten fenyegetett fajként szerepel.